# Givenchy-en-Gohelle
Givenchy-en-Gohelle is een gemeente in het Franse departement Pas-de-Calais (regio Hauts-de-France). De plaats maakt deel uit van het arrondissement Arras. Givenchy-en-Gohelle telde op 1 januari 2022 2.049 inwoners.
In de gemeente staat het Canadian National Vimy Memorial, het belangrijkste monument voor de Canadese soldaten die vielen tijdens de Eerste Wereldoorlog.

## Geografie
De oppervlakte van Givenchy-en-Gohelle bedroeg op 1 januari 2022 5,95 vierkante kilometer; de bevolkingsdichtheid was toen 344,4 inwoners per km².

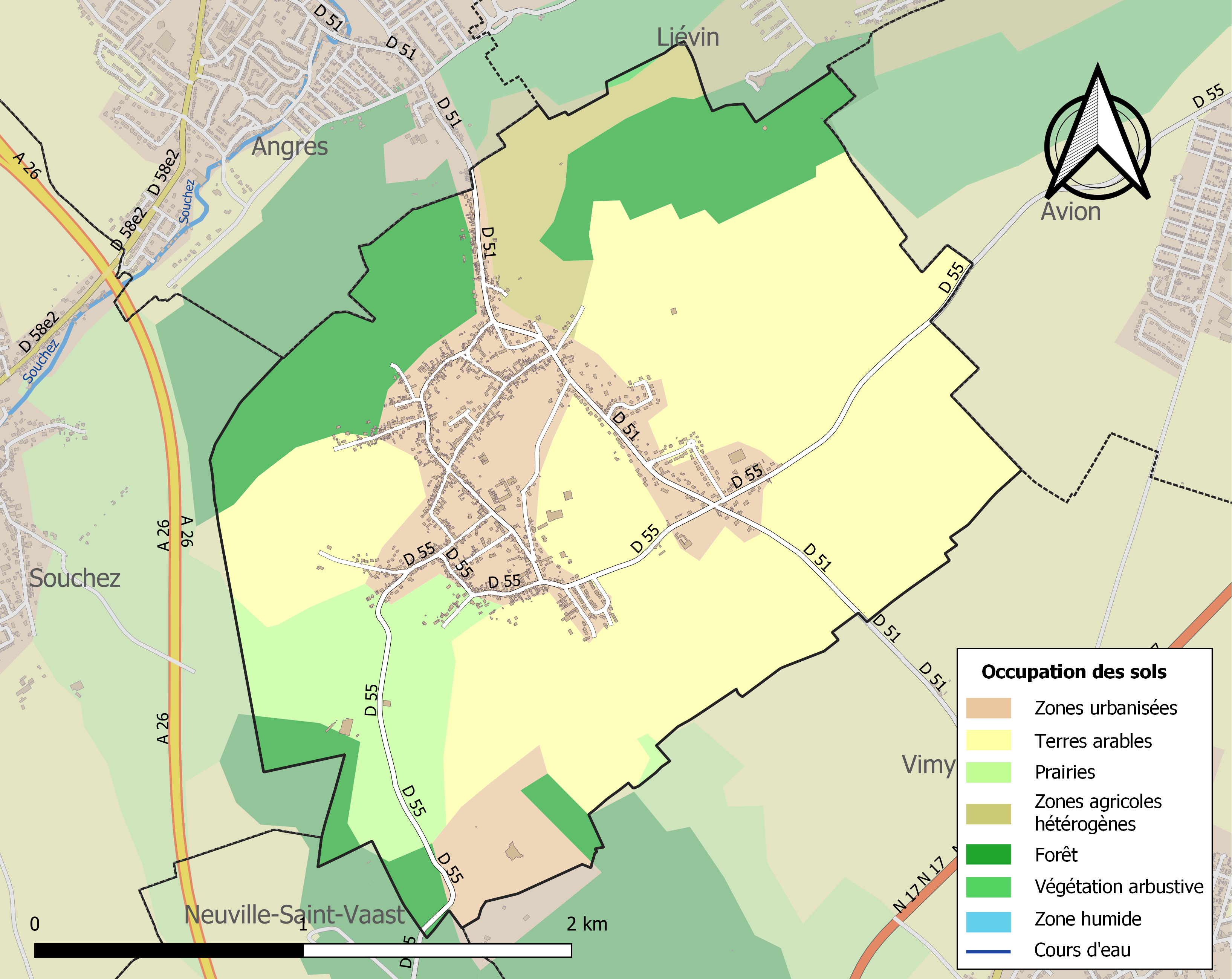
Kaart van de gemeente met belangrijkste infrastructuur, bodemgebruik en omliggende gemeenten

## Demografie
Onderstaande figuur toont het verloop van het inwonertal (bron: INSEE-tellingen).

## Afbeeldingen

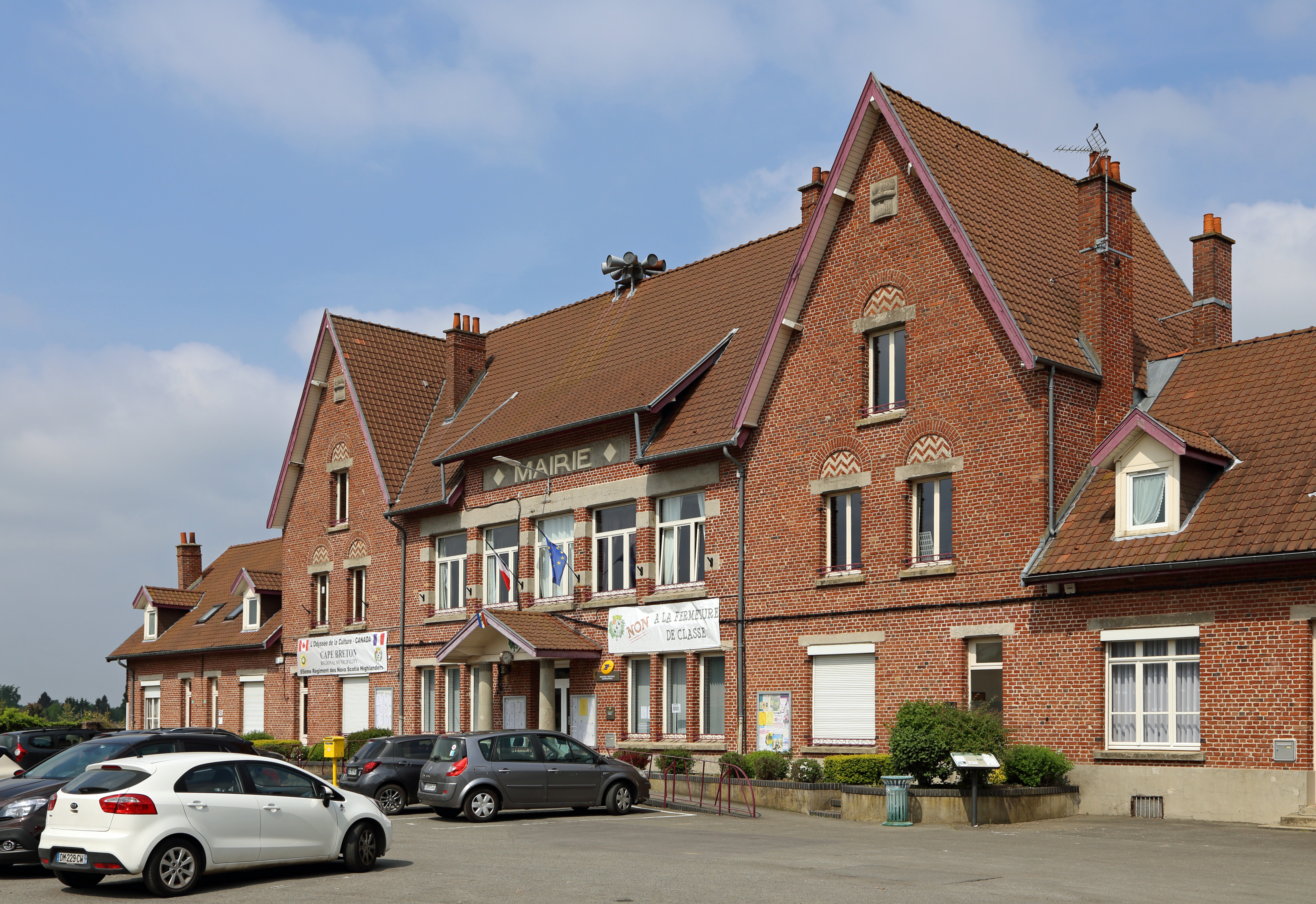
Gemeentehuis van Givenchy-en-Gohelle
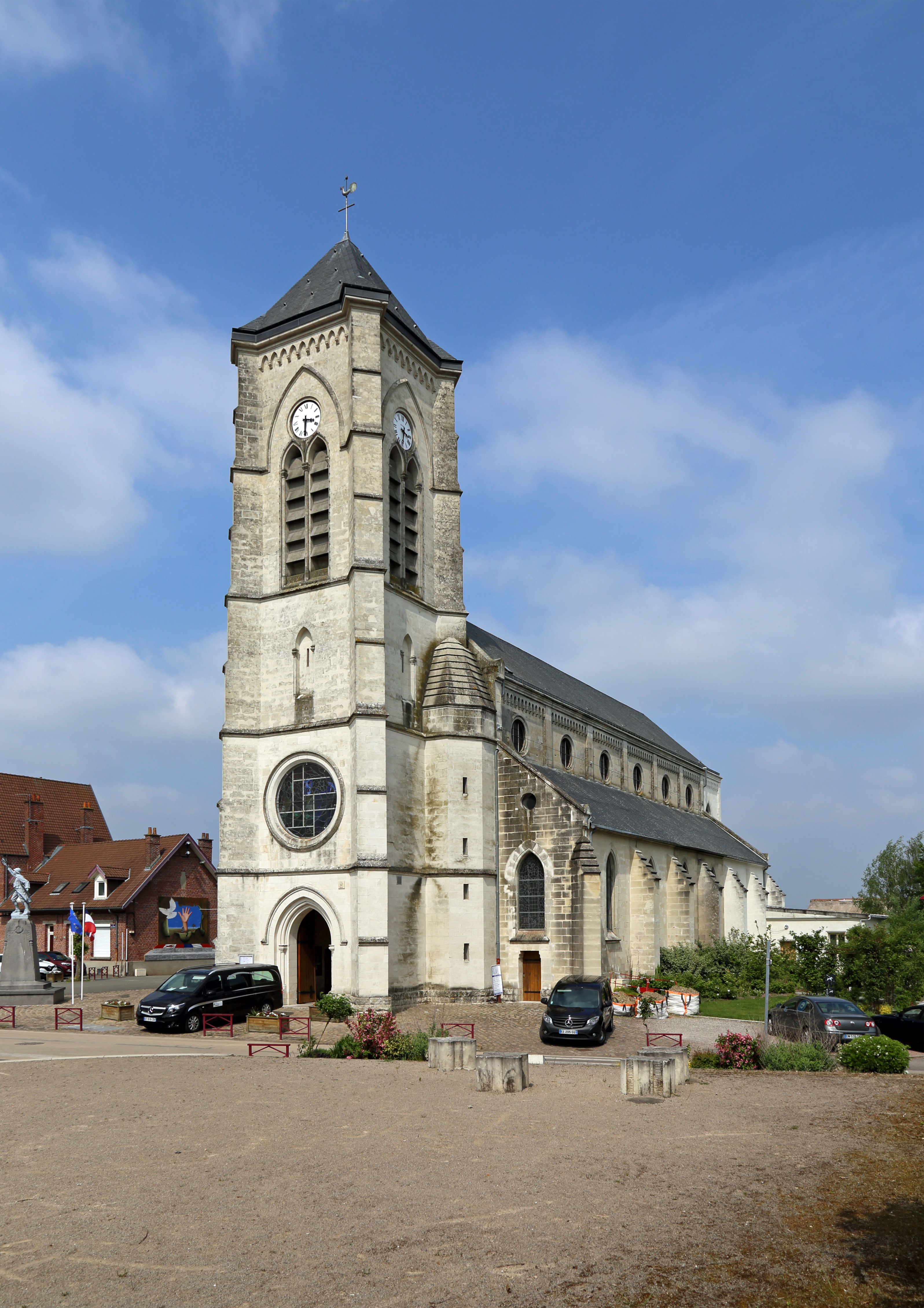
De Sint-Martinuskerk
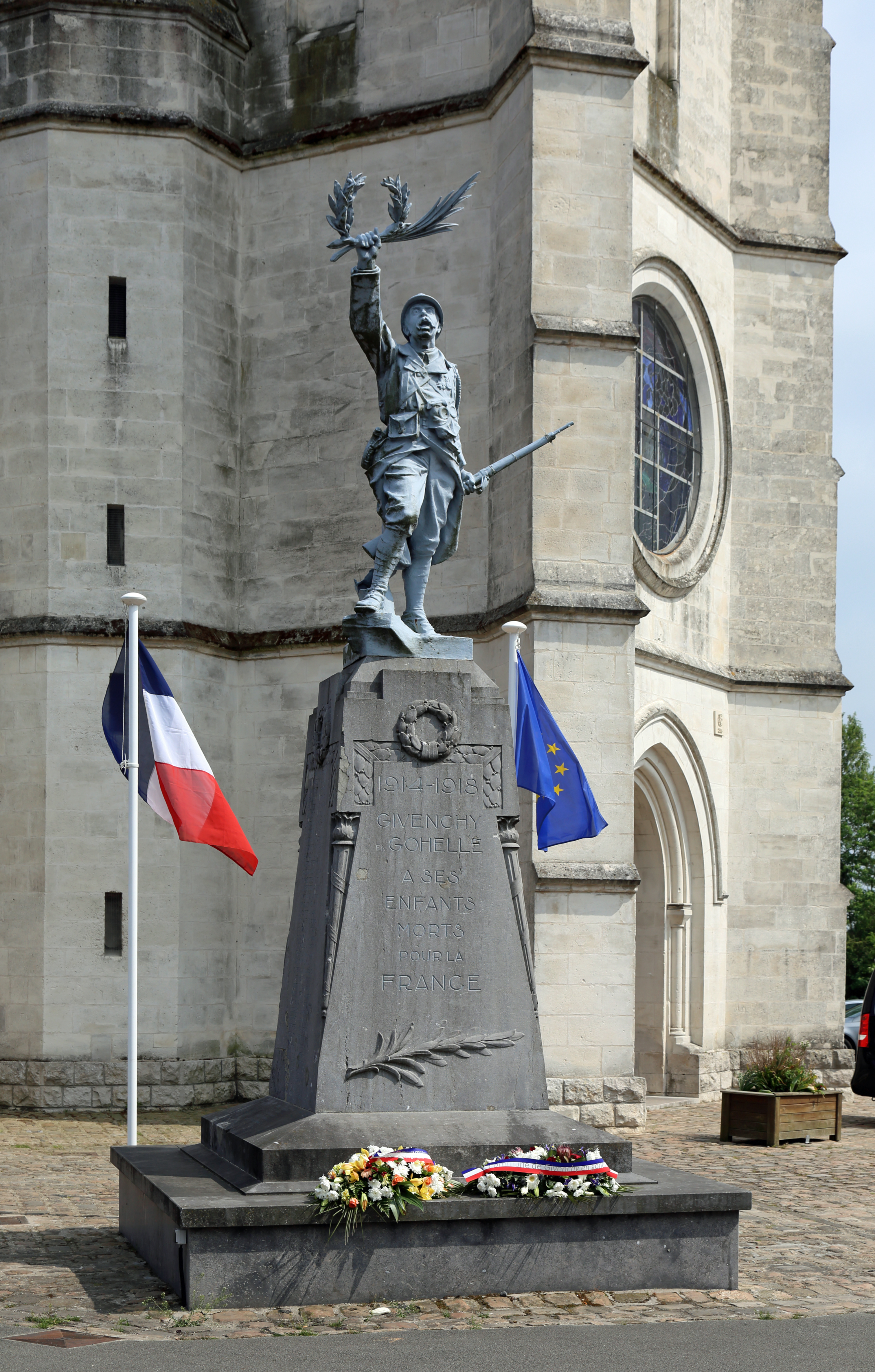
Oorlogsgedenkteken Eerste Wereldoorlog